# Ministère de la Sécurité publique (Québec)
Pour les articles homonymes, voir Ministère de la Sécurité publique.
 (novembre 2019).
Si vous disposez d'ouvrages ou d'articles de référence ou si vous connaissez des sites web de qualité traitant du thème abordé ici, merci de compléter l'article en donnant les références utiles à sa vérifiabilité et en les liant à la section « Notes et références ».
Le ministère de la Sécurité publique au Québec est le ministère chargé de conseiller le gouvernement provincial en matière de sécurité publique. Il est appelé à diminuer la vulnérabilité des Québécoises et des Québécois aux risques liés notamment à la criminalité et aux sinistres.
Le ministère de la Sécurité publique voit à une application rigoureuse du cadre légal et réglementaire qui le concerne et au sein duquel figurent notamment les lois relatives à la police, aux services correctionnels, aux libérations conditionnelles, à la sécurité civile, à la sécurité incendie et à la sécurité privée.

## Historique
La Loi constitutionnelle de 1867 donne le pouvoir relatif à l'administration de la justice ainsi que l'établissement des tribunaux aux provinces. L'établissement du système judiciaire est donné aux provinces dans l'article 92(14), ce qui inclut les tribunaux de compétence civile et criminelle ainsi que la procédure pour les différends de juridiction provinciale. Les provinces ont aussi le pouvoir de l'application des règlements locaux et l'infliction des amendes ou pénalités pour faire respecter des lois provinciales. Le ministère de la Sécurité publique du Québec est le ministère responsable pour l'exécution de la politique du gouvernement en matière de l'application de la loi et l'opération des systèmes judiciaires et pénitenciers de la province.
Le ministre de la Sécurité publique est aussi chargé de l'application de la Loi sur la police pour assurer que les droits des citoyens sont respectés ainsi que pour maintenir la confiance du public dans le système de justice.

### Responsabilité du ministère de la Justice (1965–1986)
Le 4 juin 1965 entre en vigueur la Loi sur le ministère de la Justice. Le Québec devient ainsi la première province canadienne à se doter d'un ministère de la Justice. Jusqu'alors, la justice était identifiée aux poursuites devant les tribunaux et à la sécurité publique, même si sa mission était, en fait, beaucoup plus étendue. La création d'un ministère de la Justice permet de mettre l'accent sur le rôle de conseiller juridique auprès du gouvernement. Mais surtout, elle marque le coup d'envoi d'une série de réformes qui change peu à peu l'image de l'Administration de la justice en la rendant plus humaine et plus accessible[réf. nécessaire].
À partir de 1970, le ministre de la Justice cumule les fonctions de procureur général et de solliciteur général. À ce titre, il est responsable tant de l'administration de la justice que d'assurer l'ordre et la sécurité publique. En 1983, la loi sur la recherche des causes et des circonstances des décès remplace la Loi sur les coroners.

### Ministère du Solliciteur général (1986–1989)
En décembre 1986, afin d'accorder plus d'importance aux questions touchant la sécurité du public, le gouvernement du Québec scinde le ministère de la Justice et crée le ministère du Solliciteur général :
- Herbert Marx, à titre de ministre de la Justice, demeure responsable du système judiciaire.
- Gérard Latulippe, à titre de solliciteur général est dorénavant responsable d'assurer l'ordre et de la sécurité publique.

Les responsabilités du solliciteur général sont alors[réf. nécessaire]:
- D'appliquer les lois relatives à la police, aider à organiser les activités des corps policiers, rédiger des politiques et des programmes en matière de sécurité publique, de prévention de la criminalité et d'amélioration des méthodes de détection et de répression du crime.
- De former les policiers, développer son expertise de police scientifique et de médecine légale ; assurer la protection de certaines personnalités et la sécurité des principaux édifices gouvernementaux.
- D'assurer la garde des personnes incarcérées dans les centres de détention du Québec, assister les cours de justice et la Commission québécoise des libérations conditionnelles, fournir des services de probation aux personnes contrevenantes, favoriser la prévention de la récidive et la réinsertion sociale des personnes délinquantes.
- De maintenir la paix, l'ordre et la sécurité publique, prévenir le crime et rechercher les auteurs des crimes, en plus de poursuivre l'organisation des services de protection policière chez les Cris de la Baie-James et les Inuits du Nord québécois et d'assurer la sécurité à l'Assemblée nationale.

Quatre organismes relèvent alors du solliciteur général :
- Bureau du coroner
- Commission de police du Québec
- Commission québécoise des libérations conditionnelles
- Régie des permis d'alcool du Québec

### Ministère de la Sécurité publique (depuis 1989)
En 1989, le ministère du Solliciteur général devient le ministère de la Sécurité publique. Ce nouveau nom correspond mieux à sa mission, qui est d'ailleurs élargie à cette occasion. En effet, le Bureau de la protection civile et la Direction générale de la prévention des incendies qui étaient auparavant sous la responsabilité du ministère des Affaires municipales sont intégrés au ministère.

#### Absorption de la Commission de police du Québec (1990)
Le 1er septembre 1990, la Commission de police du Québec est supprimée par l'entrée en vigueur de la Loi sur l'organisation policière et modifiant la Loi de police et diverses dispositions législatives. La même année, l'Institut de police du Québec est constitué en corporation autonome.
Certaines des responsabilités de la Commission sont dorénavant assumées par le ministère de la Sécurité publique et deux nouveaux organismes sont créés pour se partager les autres responsabilités :
- le Commissaire à la déontologie policière reçoit et examine toute plainte relative à la conduite d'un policier ou d'un constable spécial dans l'exercice de ses fonctions et pouvant constituer un acte dérogatoire au Code de déontologie des policiers du Québec;
- le Comité de déontologie policière entend les demandes de révision logées devant lui par des personnes insatisfaites de la décision du Commissaire à la déontologie policière, lorsque ce dernier rejette une plainte d'un citoyen ou d'une citoyenne à l'égard d'un membre d'un service policier;

#### Création de la RACJQ (1993)
Le 2 décembre 1992 la responsabilité ministérielle de la Loi sur les loteries, les concours publicitaires et les appareils d'amusement est transféré du ministre du Revenu au ministre de la Sécurité publique. 
Quelques mois plus tard, en juillet 1993, la Régie des loteries et courses du Québec quitte le ministère du Revenu et passe sous la responsabilité du ministre de la Sécurité publique. Elle est ensuite fusionnée avec la Régie des permis d'alcool du Québec pour former la Régie des alcools, des courses et des jeux le 27 octobre 1993.

#### Restructuration administrative (1995–2000)
Mise en place de six directions territoriales en matière correctionnelle et décentralisation de la gestion qui s'adapte ainsi aux réalités territoriales et locales[Quand ?].
Dans le cadre des réductions budgétaires des années 1990 mise en place par le gouvernement Bouchard pour atteindre le déficit zéro, le ministère de la Sécurité publique procède à la fermeture des établissements de détention de Cowansville, Waterloo, Rivière-du-Loup, Saint-Hyacinthe et Joliette en 1996 et 1997.
Entrée en vigueur de la mesure de condamnation à l'emprisonnement avec sursis[Quand ?].
La Loi modifiant la Loi de police et d'autres dispositions législatives adoptée le 23 décembre 1996 et l'entrée en vigueur du Règlement sur les services policiers de base en janvier 1997 ont conduit à la définition de la nature des services policiers que toute municipalité doit dorénavant offrir sur son territoire et donc une révision de l'organisation policière au Québec oblige la Sûreté du Québec à préparer et à redéployer ses effectifs sur ses missions prioritaires.
Le Laboratoire de sciences judiciaires et de médecine légale est constitué en unité autonome de services le 22 octobre 1996.
En janvier 1998, le sud-ouest du Québec est frappé par un épisode de verglas massif qui prive d'électricité 3 200 000 abonnés, répartis dans 700 municipalités. La majeure partie du personnel de la Direction générale de la sécurité et de la prévention, de même que de nombreuses personnes provenant de plusieurs autres unités du ministère et d'autres ministères ont prêté main-forte.
En 1999 la Direction générale de la sécurité et de la prévention est scindée en 2 directions distinctes:
- Une nouvelle Direction générale des affaires policières, de la prévention et des services de sécurité (DGAPPSS) ;
- Une nouvelle Direction générale de la sécurité civile et de la sécurité incendie (DGSCSI).

#### Rénovation du cadre juridique (2000–2002)
Le cadre juridique des missions du ministère de la Sécurité publique est réformé lorsque la Loi de police est remplacée par la Loi sur la police, adoptée par l'Assemblée nationale le 13 juin 2000, et que la Loi sur la sécurité incendie est adoptée le lendemain.
- Le 1er septembre 2000, l'École nationale de police du Québec remplace l'Institut de police du Québec.
- Le 1er décembre 2000, l'École nationale des pompiers du Québec est créée.
- Le 21 juin 2001, la Loi sur l'organisation des services policiers est adoptée à l'Assemblée nationale.
- La mise en place du Service du renseignement criminel du Québec en février 2001.
- Le 19 décembre 2001, la Loi sur la sécurité civile est adoptée à l'Assemblée nationale.
- Le 11 juin 2002, la Loi sur le système correctionnel du Québec est adoptée à l'Assemblée nationale
- L'établissement des programmes généraux d'aide financière aux sinistrés le 17 décembre 2003.
- Premier rapport public faisant état des initiatives québécoises visant à combattre le crime organisé[Quand ?]. L'amélioration de la capacité gouvernementale de réaction aux problématiques majeures de sécurité intérieure, notamment le terrorisme, a fait l'objet d'une attention toute particulière[pourquoi ?].
- Le 14 juin 2006, la Loi sur la sécurité privée est adoptée à l'Assemblée nationale.
- Le 5 février 2007, la Loi sur le système correctionnel du Québec est entrée en vigueur.
- Entrée en vigueur le 1er septembre 2008 de nouvelles règles concernant les armes à feu[12] à la suite de l'adoption et de la sanction du projet de loi visant à favoriser la protection des personnes à l'égard d'une activité impliquant des armes à feu et modifiant la Loi sur la sécurité dans les sports[13] le 13 décembre 2007.
- Possibilité d’accorder à un policier provenant de l’extérieur du Québec d’exercer la fonction de policier au Québec et vice-versa et détermination du régime déontologique applicable.
- Lutte contre les gangs de rue[Quoi ?][Quand ?], avec lancement du portail d’information sur les gangs de rue[Quand ?]
- Pandémie de la grippe A (H1N1). Une Coordination gouvernementale, en collaboration avec le ministère de la Santé et des services sociaux des moyens de prévention et de préparation à la pandémie.
- À la suite du violent tremblement de terre survenu en Haïti le 12 janvier 2010, l'Organisation de la sécurité civile du Québec (OSCQ) est mobilisée afin de venir en aide à la communauté haïtienne et d'accueillir les ressortissants canadiens à leur arrivée au pays.

### Identité visuelle (logotype)

Logo du Ministère de la Sécurité publique de 1989 à juin 1999.
Logo du Ministère de la Sécurité publique depuis juin 2001.

## Liste des ministres
| Titulaire Parti                  | Titulaire Parti                      | Début                            | Fin                              | Cabinet         |
| -------------------------------- | ------------------------------------ | -------------------------------- | -------------------------------- | --------------- |
| Ministre de la Sécurité publique | Ministre de la Sécurité publique     | Ministre de la Sécurité publique | Ministre de la Sécurité publique | Bourassa (2)    |
|                                  | Herbert Marx Libéral                 | 10 août 1988                     | 21 décembre 1988                 | Bourassa (2)    |
|                                  | Gil Rémillard Libéral                | 21 décembre 1988                 | 11 octobre 1989                  | Bourassa (2)    |
|                                  | Sam Elkas Libéral                    | 11 octobre 1989                  | 5 octobre 1990                   | Bourassa (2)    |
|                                  | Claude Ryan Libéral                  | 5 octobre 1990                   | 11 janvier 1994                  | Bourassa (2)    |
|                                  | Robert Middlemiss Libéral            | 11 janvier 1994                  | 26 septembre 1994                | Johnson (fils)  |
|                                  | Serge Ménard Parti québécois         | 26 septembre 1994                | 29 janvier 1996                  | Parizeau        |
|                                  | Robert Perreault Parti québécois     | 29 janvier 1996                  | 25 août 1997                     | Bouchard        |
|                                  | Pierre Bélanger Parti québécois      | 25 août 1997                     | 15 décembre 1998                 | Bouchard        |
|                                  | Serge Ménard Parti québécois         | 15 décembre 1998                 | 8 mars 2001                      | Bouchard        |
| 8 mars 2001                      | Serge Ménard Parti québécois         | 30 janvier 2002                  | Landry                           |                 |
|                                  | Normand Jutras Parti québécois       | 30 janvier 2002                  | Landry                           | 29 octobre 2002 |
|                                  | Serge Ménard Parti québécois         | 29 octobre 2002                  | Landry                           | 29 avril 2003   |
|                                  | Jacques Chagnon Libéral              | 29 avril 2003                    | 18 février 2005                  | Charest         |
|                                  | Jacques P. Dupuis Libéral            | 18 février 2005                  | 9 août 2010                      | Charest         |
|                                  | Laurent Lessard Libéral              | 9 août 2010                      | 11 août 2010                     | Charest         |
|                                  | Robert Dutil Libéral                 | 11 août 2010                     | 19 septembre 2012                | Charest         |
|                                  | Stéphane Bergeron Parti québécois    | 19 septembre 2012                | 23 avril 2014                    | Marois          |
|                                  | Lise Thériault Libéral               | 23 avril 2014                    | 28 janvier 2016                  | Couillard       |
|                                  | Martin Coiteux Libéral               | 28 janvier 2016                  | 18 octobre 2018                  | Couillard       |
|                                  | Geneviève Guilbault Coalition avenir | 18 octobre 2018                  | 20 octobre 2022                  | Legault         |
|                                  | François Bonnardel Coalition avenir  | 20 octobre 2022                  | En fonction                      | Legault         |

## Sous-ministres de la Sécurité publique
- Robert Diamant : Avril 1986 à octobre 1988
- Jacques Beaudoin : Octobre 1988 à novembre 1991
- Jean-Marc Boily : Novembre 1991 à novembre 1994
- Florent Gagné : Novembre 1994 à novembre 1998
- Jacques Brind'Amour : Novembre 1998 à février 2002
- Luc Crépeault : Février 2002 à mars 2005
- Louis Dionne : Mars 2005 à mars 2007
- Paul Girard : Mars 2007 à juillet 2009
- Robert Lafrenière : Juillet 2009 à mars 2011
- Martin Prud'homme : 28 mars 2011 au 24 octobre 2014
- Liette Larrivée, par intérim : 27 octobre au 17 novembre 2014
- Denis Marsolais : 17 novembre 2014 au 18 mai 2016
- Liette Larrivée : 19 mai 2016  au 2 janvier 2020
- Brigitte Pelletier : 3 janvier 2020 à aujourd'hui

## Organismes rattachés au ministère
- Bureau du coroner
- Commissaire à la déontologie policière
  - Comité de déontologie policière
- Commissaire à la lutte contre la corruption
  - Unité permanente anticorruption
- Commission québécoise des libérations conditionnelles
- École nationale de police du Québec
- École nationale des pompiers du Québec
- Régie des alcools, des courses et des jeux du Québec